# Anarquismo en Rumania
El anarquismo en Rumanía se desarrolló en la década de 1880 dentro del movimiento socialista rumano y continuó a lo largo de toda la existencia del Reino de Rumanía. Después de la toma del poder del Partido Comunista Rumano en 1947, no se permitió ningún otro movimiento político alternativo, por lo que el movimiento anarquista desapareció. Desde la Revolución rumana de 1989, se crearon una serie de pequeñas organizaciones anarquistas, aunque todavía el anarquismo es menos visible que en Europa Occidental.

## Precursores

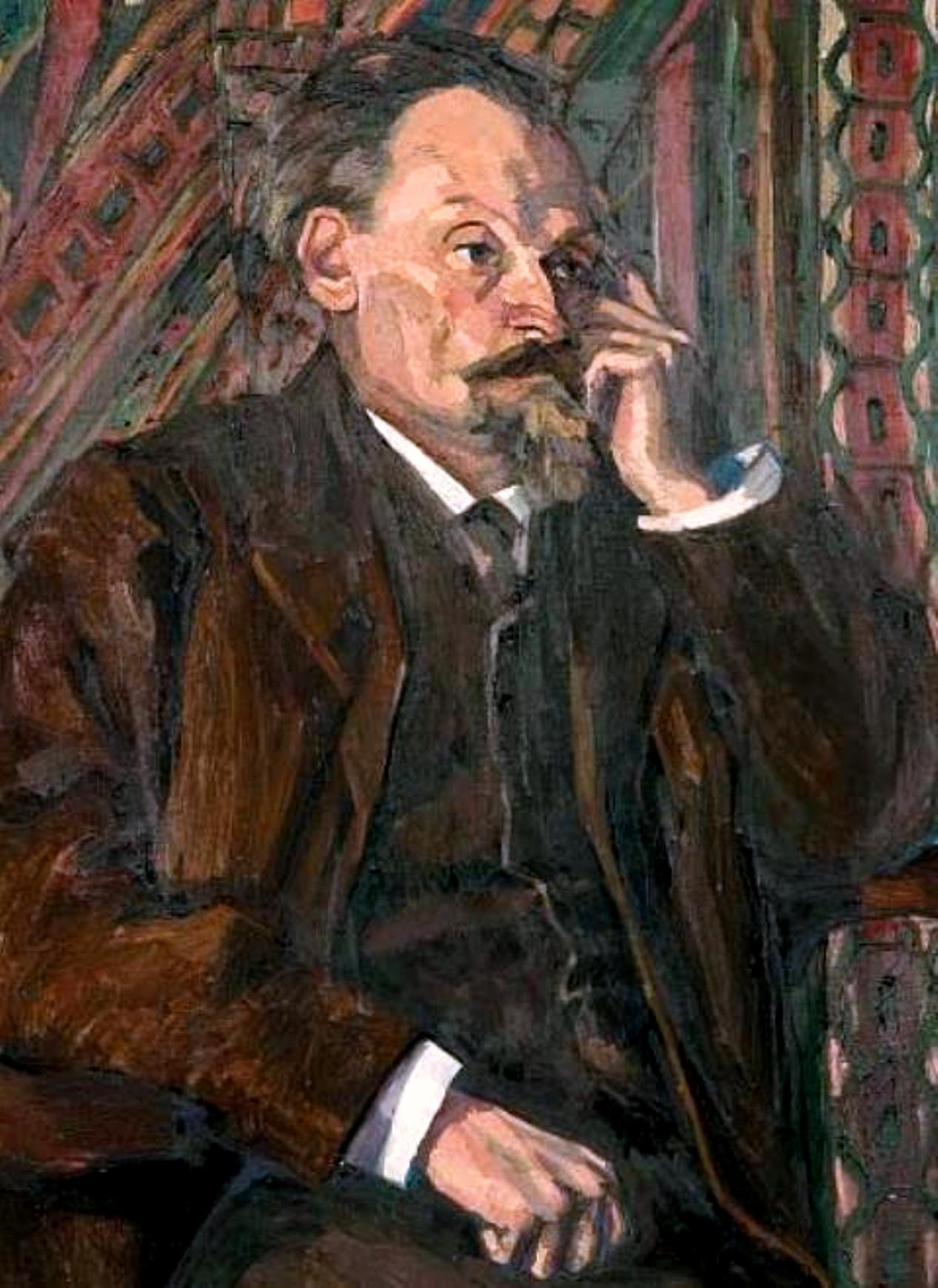
El anarquista rumano Zamfir Arbure, 1914 retratado por su hja

El primer anarquista rumano conocido fue Zamfir Arbore, un activista político nacido en Bukovina que originalmente estaba activo en el Imperio ruso, antes de huir a Suiza, donde conoció a Mijaíl Bakunin hacia el final de su carrera. Sin embargo, Arbore era un caso aislado, y no era parte de ningún movimiento activo en Rumania.
Otro precursor del anarquismo rumano fue Paraskev Stoyanov, de origen búlgaro, nacido en 1871 (o 1874) en Giurgiu, donde su padre, activista por la liberación nacional búlgara, había huido de la persecución turca. Stoyanov tuvo una educación sólida y se convirtió en cirujano. Después de la escuela primaria en Bucarest, se adhirió a las ideas socialistas en la escuela secundaria, finalmente al anarquismo después de leer el folleto de Piotr Kropotkin "Un llamado a los jóvenes". Así, en la escuela secundaria, fundó clubes de lectura para estudiantes que estudiaban el socialismo y el anarquismo y comenzó a difundir el anarquismo entre los trabajadores en Rumania, llegando a ser considerado el "padre" del anarquismo en el país. Tradujo los numerosos panfletos de Errico Malatesta al rumano, entre ellos "En tiempo de elecciones", "Entre Campesinos" y "La Anarquía.

## Primeros círculos anarquistas rumanos
A partir de la década de 1880, en el Antiguo Régimen rumano, hubo movimientos socialistas en Bucarest y en Iaşi, siendo el primero más radical, incluyendo algunas tendencias anarquistas. Entre 1884 y 1890, un círculo de estudios sociales llamado "Drepturile omului" (Derechos humanos), discutiendo las ideas de Bakunin, Élisée Reclus y Piotr Kropotkin, ideas traídas a Rumania por personas que estudiaban en Europa occidental. Una reorganización del movimiento por Ioan Nădejde se opuso a las tendencias anarquistas que, sin embargo, persistieron dentro del movimiento, siendo la figura principal Panait Muşoiu.
La propaganda por el hecho de los anarquistas franceses llevó a los socialistas rumanos como Constantin Dobrogeanu-Gherea a escribir artículos en los que se distanciaron de los anarquistas. Muşoiu finalmente fue expulsado por Nădejde y salió de Bucarest para Galaţi, donde también fue expulsado del club socialista local.
La policía secreta de Rumania, Siguranţa, comenzó a monitorear a los anarquistas, ya que a las autoridades les preocupaba el crecimiento de esta ideología. En 1904, Rumanía se encontraba entre los firmantes de un tratado secreto antianarquista, a través del cual establecieron un sistema de intercambio de información sobre el paradero de conocidos anarquistas.
Junto con Panait Zosin, Muşoiu editó la Revista Ideei (Revista Idea) que tradujo, además de filósofos griegos clásicos y obras socialistas, las obras de anarquistas como Bakunin y Kropotkin, así como anarquistas individualistas tales como Max Stirner, Han Ryner y Henry David Thoreau. Aparte del círculo que se reunió en la casa de Muşoiu, hubo una facción en las reuniones de los socialistas en Piata Amzei y en 1907 un círculo anarquista en Ploieşti llamado Râvna ("Afán") y más tarde Cercul Libertar ("Círculo Libertario").
La Siguranţa recopiló en 1907 dos listados de anarquistas: primero, una lista de 20 activistas anarquistas y, en segundo lugar, una lista de 50 servidores públicos suscritos a la Revista Ideei. Un informe de la policía secreta argumentó que la propaganda de los anarquistas contribuyó a la revuelta campesina rumana de 1907. Como ejemplo, se da un cierto maestro del pueblo, Nicolăescu-Cranta, un amigo de Muşoiu, quien contribuyó al inicio de las revueltas a través de los discursos que dio a los campesinos. En 1909, un trabajador ferroviario cometió un intento de asesinato contra el primer ministro Ion I. C. Brătianu, posiblemente bajo la influencia de las ideas anarquistas.

## Período de entreguerras
Después de la Primera Guerra Mundial, la Siguranţă dejó de considerar al anarquismo como la principal amenaza, siendo desplazado por otro tipo de amenaza revolucionaria: el comunismo de inspiración soviética, que había surgido luego de la Revolución bolchevique.
Durante esta época, el anarquista rumano más influyente fue Eugen Relgis, fundador de Mişcarea Umanitaristă ("Movimiento humanitario"), cuyo manifiesto no doctrinal pacifista fue firmado por Relgis junto con otras seis personas, incluido Muşoiu. El periódico Umanitaristul del movimiento tenía influencias libertarias obvias, incluso obras de Han Ryner o Domela Nieuwenhuis. Recibió una donación de Émile Armand, Relgis traduciendo una de sus obras. Entre 1924 y 1932, el movimiento tuvo 24 centros de simpatizantes.
Además, durante la década de 1930 muchos otros grupos libertarios estaban activos. Uno de estos, en Czernowitz, (Bukovina), fue iniciado por Naftali Schnapp, promoviendo el sindicalismo revolucionario. Ante la ausencia de la posibilidad de crear sindicatos reales y enfrentar una represión severa, el grupo de Czernowitz se estableció como una "Organización de Propaganda Anarcosindicalista", convirtiéndose en la sección rumana de la AIT (Asociación Internacional de Trabajadores). Según los datos sobre los miembros de la Internacional, la organización tenía alrededor de 200 miembros en 1930. Poco tiempo después de finalizada la Segunda Guerra Mundial, en 1947 el gobierno comunista prohibió todo tipo de actividad política, desarticulándose toda la actividad anarquista del país.

## El anarquismo contemporáneo
Durante la década de 2000, varios anarquistas comenzaron a organizarse en Rumania por primera vez después de la revolución de 1989, que terminó con la dictadura de Ceucescu. Los anarquistas ocuparon locales (squats), organizaron una campaña "Food Not Bombs" (distribución de comida vegetariana gratuita en vecindarios pobres), desplegaron volantes denunciando la comida rápida y arrancaron carteles neonazis de lugares públicos. En algunos casos (en Bucarest y Timisoara), hubo enfrentamientos con los neonazis de Noua Dreaptă, que habían ido a sus clubes clandestinos durante los conciertos.
En noviembre de 2006, un número de 100 anarquistas participaron en la primera marcha antifascista en Bucarest, sosteniendo pancartas rojas y negras. En junio de 2007, un grupo de 20 anarquistas intentó sabotear una marcha contra la homosexualidad convocada por la organización neonazi Noua Dreaptă, pero fueron arrestados por la policía por realizar una protesta no autorizada.
Los anarquistas son uno de los grupos vigilados por el Servicio de Inteligencia rumano, incluso en foros en internet. Durante la cumbre de la OTAN en Bucarest en 2008, el gobierno preparó una represión contra los anarquistas que potencialmente podrían haber protestado contra la OTAN y el militarismo. Seis anarquistas alemanes fueron desautorizados para ingresar a Rumanía. Los activistas antiglobalización alquilaron una galpón industrial en el que tenían la intención de pintar pancartas que querían utilizar en las protestas. La policía intervino en el local y arrestó a 56 activistas antiglobalización que luego fueron liberados sin cargos. Algunas de las personas arrestadas se quejaron de que la policía las había golpeado.

## Organizaciones actuales
Actualmente, en Rumania hay varias organizaciones anarquistas, entre las que podríamos mencionar a:
- Ravna ("Iniciativa anarco-sindicalista") con sede en Constanza.

- Biblioteca Alternativă din Bucureşti ("Biblioteca alternativa de Bucarest"), un centro cultural que promueve ideas anarquistas.
- Grupul pentru Acţiune Socială ("El Grupo para la Acción Social") con sede en Cluj.